# Chupadero (cratera)
Chupadero é uma cratera marciana. Tem como característica 8 quilômetros de diâmetro. Deve o seu nome a Chupadero, uma vila em Novo México, nos Estados Unidos.